# Larinus
Larinus es un género de escarabajos de la familia Curculionidae.

## Especies
- Larinus abbreviatus
- Larinus abyssinicus
- Larinus acanthiae
- Larinus adjectus
- Larinus adspersus
- Larinus aegyptiacus
- Larinus aeruginosus
- Larinus afer
- Larinus affinis
- Larinus afghanicus
- Larinus akbesianus
- Larinus albarius
- Larinus albocinctus
- Larinus albolineatus
- Larinus albomarginatus
- Larinus anceps
- Larinus arabicus
- Larinus araxicola
- Larinus assamensis
- Larinus atomarius
- Larinus australis
- Larinus badghysensis
- Larinus bardes
- Larinus bardus
- Larinus basalis
- Larinus beckeri
- Larinus bedeli
- Larinus bicolor
- Larinus biggsi
- Larinus biguttatus
- Larinus bilineatus
- Larinus bombycinus
- Larinus brenskei
- Larinus brevirostris
- Larinus brevis
- Larinus breviusculus
- Larinus bronni
- Larinus brunneus
- Larinus buccinator
- Larinus bulgaricus
- Larinus byrrhinus
- Larinus caffer
- Larinus canescens
- Larinus capiomonti
- Larinus capsulatus
- Larinus cardopatii
- Larinus cardui
- Larinus carinifer
- Larinus carinirostris
- Larinus carlinae
- Larinus carthami
- Larinus castaneus
- Larinus centaurei
- Larinus centaurii
- Larinus chaldaeus
- Larinus chevrolati
- Larinus chevrolatii
- Larinus cinerascens
- Larinus ciprianii
- Larinus cirsii
- Larinus clainpanaini
- Larinus cleoniformis
- Larinus cleonoides
- Larinus comatus
- Larinus confinis
- Larinus congoanus
- Larinus consimilis
- Larinus conspersus
- Larinus contractus
- Larinus corsicus
- Larinus costirostris
- Larinus crassiusculus
- Larinus crassus
- Larinus cribricollis
- Larinus criniger
- Larinus crinitus
- Larinus cuniculus
- Larinus curtus
- Larinus cylindricus
- Larinus cynarae
- Larinus darsi
- Larinus densicollis
- Larinus depressirostris
- Larinus desbrochersi
- Larinus dicomatis
- Larinus discoideus
- Larinus dissimilis
- Larinus distinguendus
- Larinus elegans
- Larinus escorialensis
- Larinus exclusus
- Larinus ferrugatus
- Larinus ferrugineus
- Larinus filiformis
- Larinus filirostris
- Larinus flavescens
- Larinus fleischeri
- Larinus formosus
- Larinus foveicollis
- Larinus frater
- Larinus friedmani
- Larinus fucatus
- Larinus genei
- Larinus gigas
- Larinus glabrirostris
- Larinus glaucus
- Larinus granicollis
- Larinus gravidus
- Larinus griseopilosus
- Larinus griseotesselatus
- Larinus grisescens
- Larinus griseus
- Larinus guttifer
- Larinus guttiger
- Larinus gyllenhali
- Larinus haroldi
- Larinus hedenborgi
- Larinus hercyniae
- Larinus heydeni
- Larinus hierosolymae
- Larinus hirtus
- Larinus hispanicus
- Larinus hololeucus
- Larinus hovanus
- Larinus humeralis
- Larinus iaceae
- Larinus idoneus
- Larinus immitis
- Larinus impressus
- Larinus inaequalicollis
- Larinus indicus
- Larinus inflatirostris
- Larinus inflatus
- Larinus inquinatus
- Larinus intermedius
- Larinus interruptus
- Larinus iranensis
- Larinus iranicus
- Larinus jacobsoni
- Larinus jelineki
- Larinus katoi
- Larinus khnzoriani
- Larinus kirschi
- Larinus kishidai
- Larinus kurilanus
- Larinus kuroiwai
- Larinus lanuginosus
- Larinus latissimus
- Larinus latus
- Larinus laujarensis
- Larinus lederi
- Larinus lejeunei
- Larinus lethierryi
- Larinus leuzeae
- Larinus liliputanus
- Larinus lindblomi
- Larinus lineatocollis
- Larinus lineatus
- Larinus lineola
- Larinus longirostris
- Larinus lucidirostris
- Larinus lynx
- Larinus maculatus
- Larinus maculosus
- Larinus madagassus
- Larinus marginicollis
- Larinus marki
- Larinus maroccanus
- Larinus maurus
- Larinus meleagris
- Larinus mellificus
- Larinus meridionalis
- Larinus microlonchi
- Larinus minutissimus
- Larinus minutus
- Larinus mirei
- Larinus modestus
- Larinus morio
- Larinus multiguttatus
- Larinus murinus
- Larinus mutabilis
- Larinus nanus
- Larinus niasanus
- Larinus nidificans
- Larinus nodieri
- Larinus nubeculosus
- Larinus numidicus
- Larinus obesulus
- Larinus obesus
- Larinus oblongus
- Larinus obtusus
- Larinus ocelliger
- Larinus ochreatus
- Larinus ochroleucus
- Larinus odontalgicus
- Larinus olsufievi
- Larinus onopordi
- Larinus onopordinis
- Larinus orientalis
- Larinus orientis
- Larinus ornatus
- Larinus oudjensis
- Larinus ovaliformis
- Larinus ovalipennis
- Larinus ovalis
- Larinus pacatus
- Larinus pachyrrhinus
- Larinus palaestinus
- Larinus paradoxus
- Larinus perbellus
- Larinus peregrinus
- Larinus perrinae
- Larinus persicus
- Larinus petrii
- Larinus pilosus
- Larinus pollinis
- Larinus potanini
- Larinus proboscideus
- Larinus pruinosus
- Larinus pseudovittatus
- Larinus pulverulentus
- Larinus pulvinatus
- Larinus pumilio
- Larinus puncticeps
- Larinus puncticollis
- Larinus punctiger
- Larinus pygmaeus
- Larinus reconditus
- Larinus rectinasus
- Larinus reichei
- Larinus reitteri
- Larinus reitterianus
- Larinus remissus
- Larinus rhinocylloides
- Larinus risbeci
- Larinus rivalis
- Larinus roreus
- Larinus ruber
- Larinus rubripes
- Larinus rudicollis
- Larinus rufipes
- Larinus rugicollis
- Larinus rugithorax
- Larinus rugulosus
- Larinus rusticanus
- Larinus sacer
- Larinus saintpierrei
- Larinus sanctaebalmae
- Larinus sanctus
- Larinus saussureae
- Larinus scabrirostris
- Larinus schmidti
- Larinus schoenherri
- Larinus scolopax
- Larinus scolymi
- Larinus scrobicollis
- Larinus senilis
- Larinus sericatus
- Larinus serratulae
- Larinus sibiricus
- Larinus sicardi
- Larinus siculus
- Larinus simplex
- Larinus soricinus
- Larinus squalidus
- Larinus staehelinae
- Larinus staudingeri
- Larinus stellaris
- Larinus stierlini
- Larinus striatopunctatus
- Larinus stricticollis
- Larinus sturnus
- Larinus subcostatus
- Larinus suborbicularis
- Larinus subperegrinus
- Larinus subrotundatus
- Larinus subvariolosus
- Larinus subverrucosus
- Larinus sulphuratus
- Larinus sulphurifer
- Larinus syriacus
- Larinus tanganus
- Larinus taukumicus
- Larinus tauricus
- Larinus tenuicorpus
- Larinus teretirostris
- Larinus terminassianae
- Larinus timidus
- Larinus tournieri
- Larinus tubicen
- Larinus tubicenus
- Larinus turanicus
- Larinus turbinatus
- Larinus turcmenus
- Larinus undulatus
- Larinus ungulatus
- Larinus uniformis
- Larinus ursus
- Larinus variegatus
- Larinus variolosus
- Larinus velatus
- Larinus vetula
- Larinus villosicollis
- Larinus villosiventris
- Larinus villosus
- Larinus virescens
- Larinus vitellinus
- Larinus vittatus
- Larinus volgensis
- Larinus vulpes
- Larinus westringi
- Larinus wilkinsi
- Larinus zagros
- Larinus zancleanus
- Larinus zanoni